# Expédition de l'île d'Yeu
 (mars 2008).
Guerre de Vendée
Batailles
L'Expédition de l'île d'Yeu a eu lieu du 26 août 1795 au 21 novembre 1795, pendant la Révolution française.
Le comte d'Artois (futur Charles X de France), embarqua le 26 août 1795, à bord du Jason, navire-amiral. Il avait auprès de lui son fils aîné le duc d'Angoulême, son fils cadet le duc de Berry combattant alors dans l'armée du prince de Condé. Son état-major se composait Louis François Carlet de La Rozière, major-général ; de Chassebœuf, major-général de la cavalerie ; Roll, adjudant général ; Valcourt, commissaire général ; Dufort, Jablancourt, Charles César comte de Damas, Louis Pierre de Chastenet, comte de Puységur, aides de camp.

## Embarquement
Retardée par les vents, la flotte (une soixantaine de navires) n'appareilla de Portsmouth que le 23 août 1795. Le comte d'Artois était au comble de la joie ; il écrivit à François de Charette : "Me voici enfin près de vous, Monsieur, et si le ciel le permet, notre réunion va combler nos désirs mutuels". Le comte Grignon de Pouzauges porta cette missive à François de Charette.

## Débarquement à l'île d'Houat
La flotte toucha l'île d'Houat, proche de Quiberon, le 12 septembre 1795. Là, s'étaient réfugiés les rescapés de l'Expédition de Quiberon. Les Britanniques leur apportèrent vivres et munitions, comme prévu. Le comte d'Artois descendit à terre, parla à ces malheureux, fit célébrer un office à la mémoire des morts tués au combat ou fusillés à Auray. La Roche-Bernard, un des survivants, lui dit qu'il ne fallait pas compter sur la Bretagne, elle restait royaliste mais l'échec de Quiberon l'avait frappée de terreur ; c'était à grand peine que Georges Cadoudal et ses bandes avaient échappé au guêpier. Il eût fallu un corps d'au moins 20 000 hommes pour décider les Chouans à quitter leurs repaires et pour rassurer la population. C'était là un renseignement de premier ordre et un avertissement, car la situation n'était pas la meilleure en Vendée. Le comte d'Artois n'en tint pas compte. Il tablait sur les 25 000 annoncés par François de Charette et sur l'effet produit par sa présence en Vendée. Il fallait agir vite c'était évident. On perdit plusieurs jours à l'île d'Houat, puis à simuler des débarquements au Croisic et à Susanio, afin d'égarer les républicains.

## Débarquement en baie de Bourgneuf
La flotte arriva en baie de Bourgneuf le 25 septembre 1795. Sommé de se rendre, le général Cambray se défendit. Son artillerie riposta vigoureusement à celle des vaisseaux britanniques. Le général Doyle en accord avec Warren estima inutile de résister. Doyle donna l'ordre de débarquer à l'île d'Yeu. Cette île n'était distante que de 29 km des côtes vendéennes : la liaison semblait plus facile.

## Débarquement à l'île d'Yeu
L'île d'Yeu est prise facilement, elle n'a pour toute défense qu'une garnison de 75 soldats, et la plupart des hommes servant dans la marine républicaine, elle n'est habitée que par 1 200 femmes et 200 à 300 enfants et vieillards.
Lazare Hoche gagne Les Sables-d'Olonne le 3 octobre avec 400 cavaliers. Des volontaires et des marins échappés de l'île grâce à un canot lui font leur rapport :

« L'île a été prise, le 30 septembre, au matin, par les Anglais. Ils s'y sont présentés au nombre de 80 voiles et ont sommé de se rendre le commandant français ayant 74 hommes de garnison. Pendant qu'ils parlementaient, 600 émigrés ont débarqué et se sont emparés de l'île. On n'a fait aucune insulte. Il est venu des navires beaucoup de femmes et d'enfants d'émigrés. »

Le 2 octobre 1795, le comte d'Artois débarquait à l'île d'Yeu et s'installa à Port-Breton dans la maison de Cadou. Il attendait la réponse de François de Charette. Mais le 25 septembre 1795, l'armée de François de Charette avait été écrasée à Saint-Cyr. Dispersée, elle avait péniblement rassemblé 9 000 hommes. Il avait écrit au comte d'Artois le 16 septembre 1795, pour conseiller la baie d'Aiguillon (au nord de l'île de Ré) pour le débarquement. La défaite de Saint-Cyr le contraignit à se replier dans le bocage, loin de la côte.
Le comte d'Artois n'avait pas reçu la lettre du 16 septembre 1795. Il ignorait la défaite de Saint-Cyr. Le 5 octobre 1795, il écrivit à François de Charette :

« Je vous demande, je vous ordonne même de me donner un point quelconque depuis Bourgneuf jusqu'à la pointe d'Aiguillon, où vous puissiez porter à ce jour nommé, un corps de quelques centaines de chevaux ; je m'y trouverais sans faute... Tous les retards que j'éprouve m'affectent, mais il n'affaibliront pas ma constance ni la solidité de ma résolution. »

Le même jour François de Charette écrivait au prince :

« Il m'est impossible de me porter avec mon armée sur la côte pour un débarquement, vu que les républicains ont toujours les yeux fixés sur moi. »

Il proposait néanmoins au Comte d'Artois de débarquer à Saint-Jean-de-Monts. Il enverrait dans ce port trois de ses divisions, cependant qu'il attirerait les républicains par une fausse attaque. Cette lettre fut interceptée. Ce même jour, un des fils du prince de Condé débarquait à l'île d'Yeu ; il venait combattre dans les rangs vendéens. Il était trop tard. La saison avançait. Les côtes vendéennes étaient jalonnées par des postes républicains. Le fils du prince de Condé, Louis V Joseph de Bourbon, jugea la situation compromise.
Le comte d'Artois gardait confiance. Tel n'était pas le cas de son entourage et des soldats du corps expéditionnaire. L'île d'Yeu n'est qu'un plateau de granit exigu, au milieu de la mer. Les vents d'équinoxe balayaient cette terre. Les soldats n'avaient pour abris que leurs tentes. Ils souffraient du froid, de la pluie, du manque de vivres. L'île n'offrait que peu de ressources. La population était hostile. Le comte d'Artois chargea le marquis de Rivière d'entrer en contact avec François de Charette. Le marquis de Rivière ne revint pas et le bruit courut qu'il avait été fusillé. La démoralisation gagnait les plus résolus. Le 10 octobre 1795, le fils du prince de Condé quitta l'île d'Yeu. Selon son témoignage, le comte d'Artois l'aurait chargé d'informer lord Grenville (le ministre des affaires étrangères anglais) de la situation dans laquelle il se trouvait, et de son vœu de se rapprocher de Guernesey ou de la Grande-Bretagne, si la réunion avec François de Charette continuait d'être impossible, comme il était à craindre.
Des émissaires arrivèrent à l'île d'Yeu, venant de Bretagne. Georges Cadoudal se réveillait. La vieille rivalité entre Joseph de Puisaye et François de Charette refaisait jour. On réclamait instamment la venue du comte d'Artois en Bretagne, puisqu'il n'avait pu débarquer en Vendée ... par la faute de Charette. Le comte d'Artois ne voulait plus entendre parler de Joseph de Puisaye. Quant à la Bretagne, il connaissait ses moyens et sa situation. Les émissaires reçurent de vagues promesses et furent éconduits. Il en fut de même des envoyés du général Nicolas Stofflet : Charles Marie Auguste Joseph de Beaumont, comte d'Autichamp et La Béraudière. La mer devenait menaçante. Aux pressions de l'entourage du comte d'Artois s'ajoutaient celles des Britanniques. Ils ne voulaient ni sacrifier leurs vaisseaux, ni les hommes pour la gloire du comte d'Artois et le salut de la Vendée.
De son côté, le général Lazare Hoche proposait à la Convention de capturer le comte d'Artois. Des ordres furent donnés au comte Louis Thomas Villaret de Joyeuse. Mais ce dernier, bloqué à Lorient, ne pouvait forcer la surveillance britannique. Quant à François de Charette, il s'obstinait à espérer. Il avait cru que le comte d'Artois débarquerait vers Saint-Jean-de-Monts, suivant le conseil qu'il lui avait donné. Il parvint à réunir une partie de ses cavaliers, déjoua la surveillance des Bleus (républicains) et gagna le village de La Tranche. On aperçut une barque, on crut que c'était le comte d'Artois. Ce n'était que le comte Grignon de Pouzauges. Il venait informer François de Charette de l'impossibilité du débarquement et lui remettre une épée d'honneur de la part du comte d'Artois. Sur la lame cette inscription gravée : "Je ne cède jamais". François de Charette s'écria, blême de rage : "Allez dire à vos chefs que vous m'avez apporté mon arrêt de mort. Aujourd'hui, je commande 15 000 hommes. demain, il m'en restera 1500. En manquant à leur parole, vos chefs m'ôtent tout moyen de les servir. Je n'ai plus qu'à fuir ou à chercher une mort glorieuse. Mon choix est fait : je périrai les armes à la main". (Ces paroles ne sont peut-être pas authentiques mais elles traduisent la réalité).
Pourtant, François de Charette continua à attendre le comte d'Artois en espérant un revirement. Il prit l'initiative de se réconcilier avec Nicolas Stofflet, son rival. Il envoya le marquis de Rivière à l'île d'Yeu. Il s'accrochait à la pensée que, tant que le comte d'Artois resterait dans l'île d'Yeu, rien n'était perdu. Lorsque Rivière arriva à Port-Breton, le comte d'Artois n'y était plus, il avait pris la route de la Grande-Bretagne. Rivière crut qu'il était en Bretagne, que Joseph de Puisaye l'avait finalement emporté sur François de Charette. Ce dernier ignorait aussi le départ du comte d'Artois. Il lui indiquait un point de débarquement dans la baie de Bourgneuf. Le 21 novembre 1795, trois émissaires vinrent lui remettre une lettre du comte d'Artois. Il indiquait les raisons pour lesquelles il n'avait pu débarquer, en imputant la responsabilité aux Britanniques. Il donnait aussi ses instructions quant aux prochaines campagnes et promettait de revenir.